# Flugplatz Donzdorf

i7
i11
i13
Der Flugplatz Donzdorf (ICAO-Code: EDPM) ist ein Sonderlandeplatz im Landkreis Göppingen. Er ist für Segelflugzeuge, Motorsegler, Ultraleichtflugzeuge und Motorflugzeuge mit einem Höchstabfluggewicht von bis zu zwei Tonnen zugelassen.

## Veranstaltungen
Die Fliegergruppe Donzdorf veranstaltet einmal im Jahr die Donzdorfer Flugtage mit Motor-, Segel- und Modellflugshows.

## Zwischenfälle
- Am 25. Mai 2004 kollidierte ein Flugzeug des Typs Grumman American AA-5 mit einem Zaun am Ende des Flugplatzes. Anschließend stürzte es in einen angrenzenden Wald. Der Pilot sowie drei Passagiere wurden leicht verletzt. Des Weiteren erlitt ein Spaziergänger durch herumfliegende Zaunteile leichte Verletzungen.[2]

- Am 7. September 2011 kollidierte ein Segelflugzeug des Typs Schempp-Hirth Duo Discus mit einem Gleitschirm beim gemeinsamen Thermikflug. Verletzt wurde niemand.[3]